# Alfred Downing Fripp
Alfred Downing Fripp, 22 avril 1822 – 13 mars 1895, est un peintre aquarelliste anglais de thèmes ruraux. Il est le petit-fils du peintre Nicholas Pocock, le frère du peintre George Arthur Fripp et le père du chirurgien Sir Alfred Downing Fripp (en).
Né à Bristol, Fripp étudie à la Royal Academy of Arts et tient sa première exposition en 1842. Ses premiers travaux représentent des  paysans irlandais et gallois dans des environnements paysagers. En 1844 il est nommé membre associé de la Old Watercolour Society, est élu membre à part entière en 1846 et devient le secrétaire de la Société à partir de 1870.
À la suite de la mort de sa première épouse en 1850, il passe une dizaine d'années en Italie où il se lie d'amitié avec Frederic Leighton et Edward Poynter. À son retour en 1859, il continue à peindre des thèmes britanniques, avec un intérêt particulier pour les paysages du comté de Dorset autour du village de Lulworth. Il meurt à Londres à l'âge de 72 ans.

## Galerie

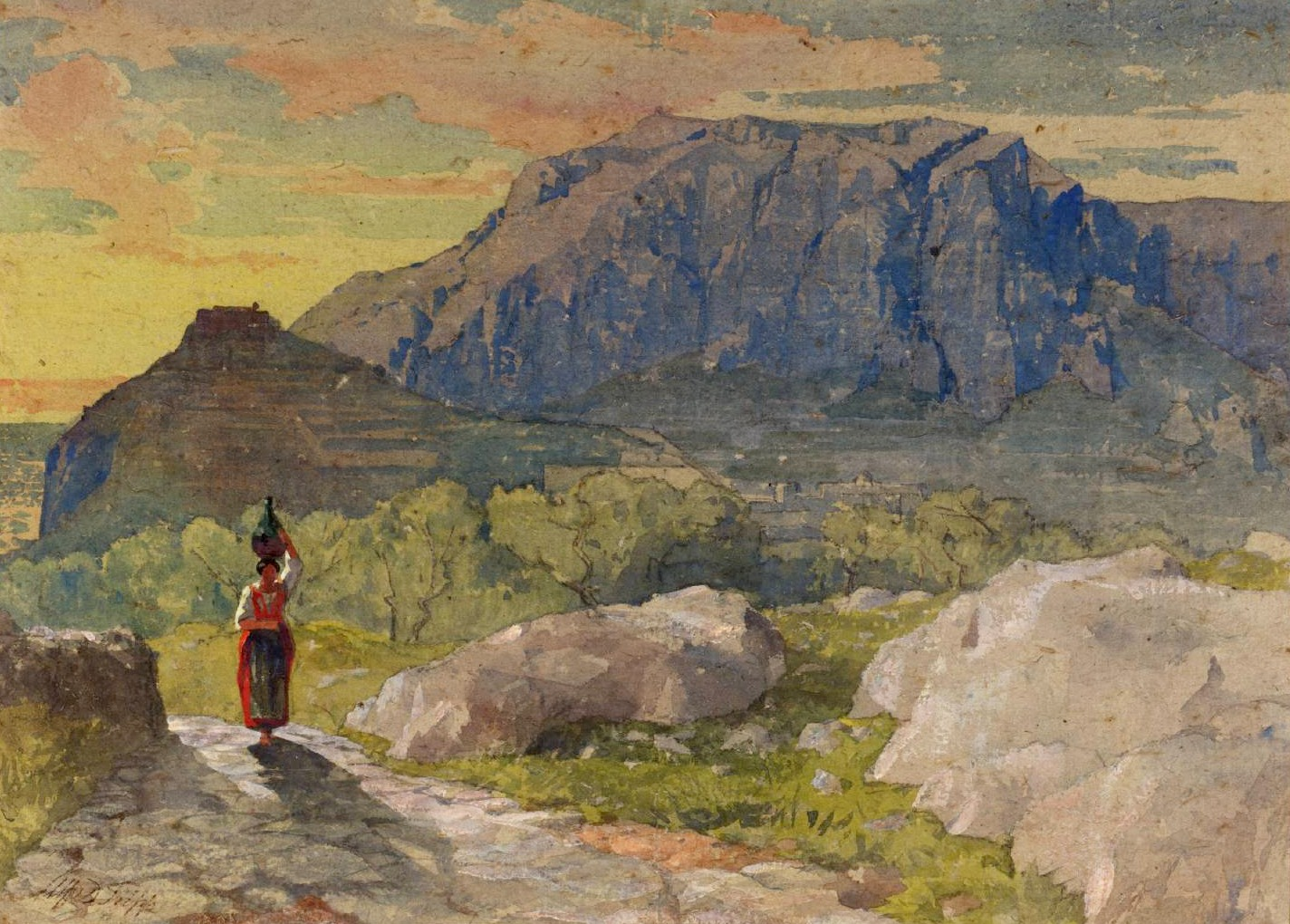
Peasant Woman in a Mountainous Landscape
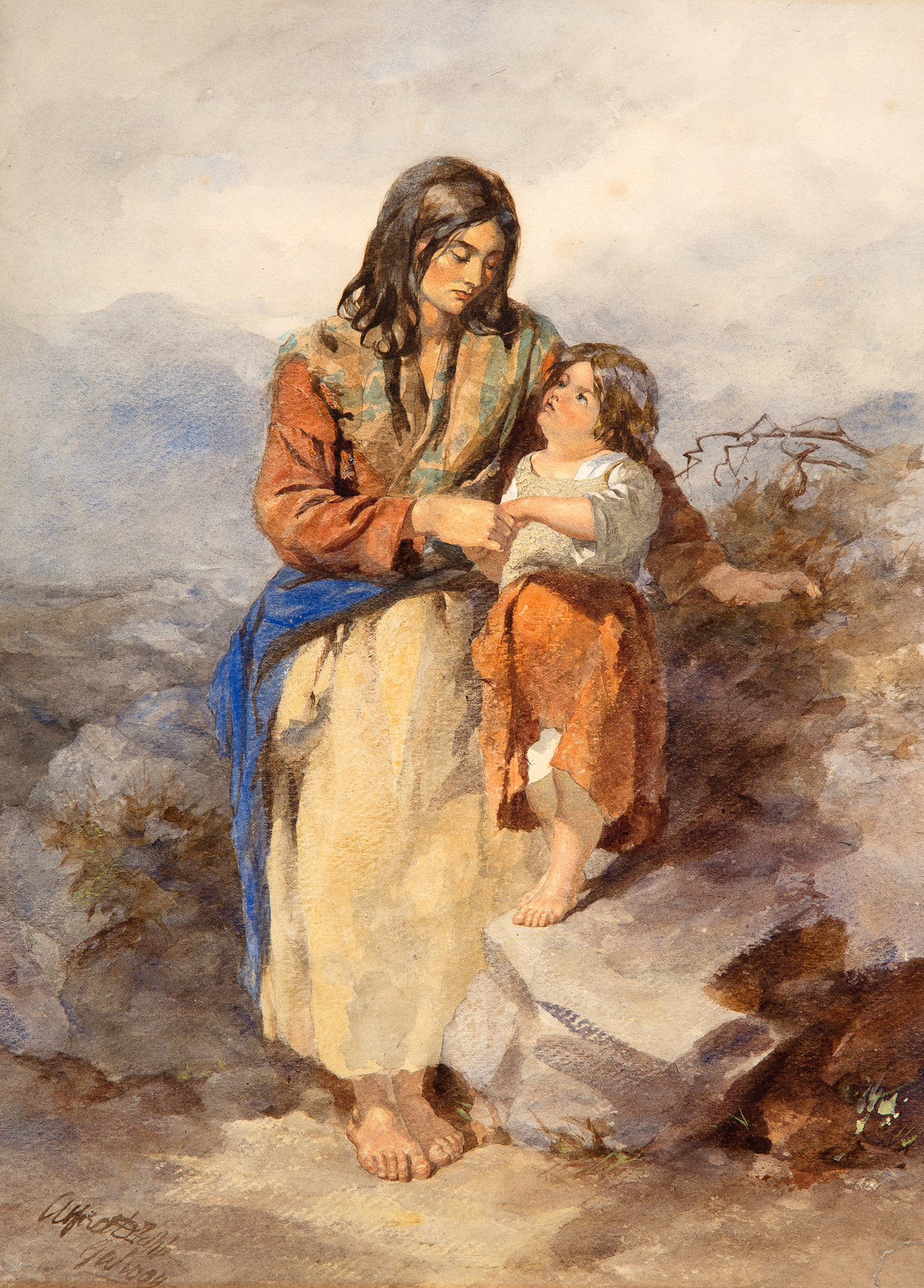
Galway Woman and Child
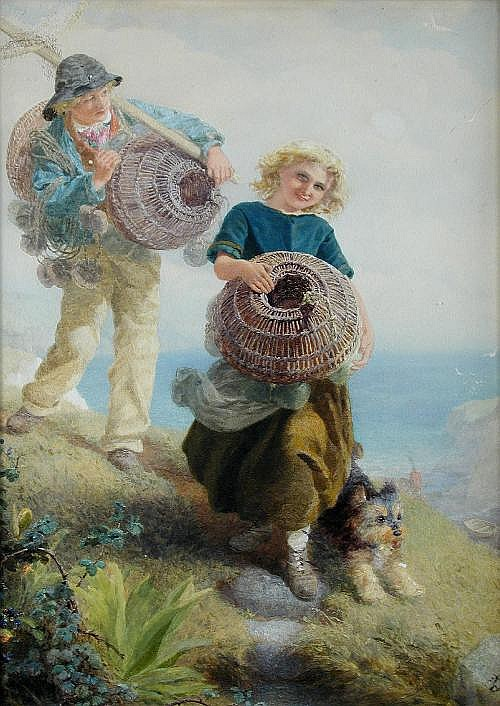
The Young Shrimpers
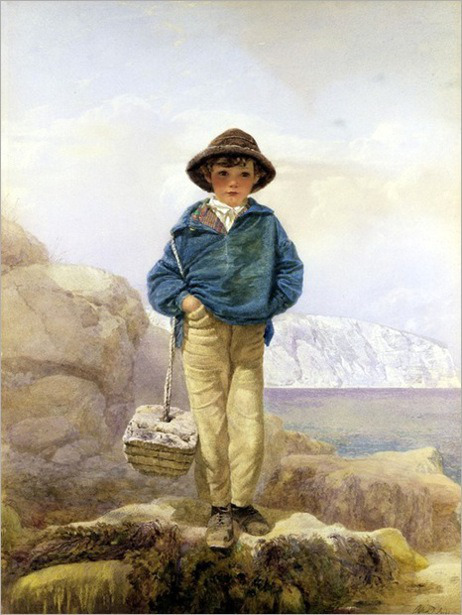
A Fisher Boy
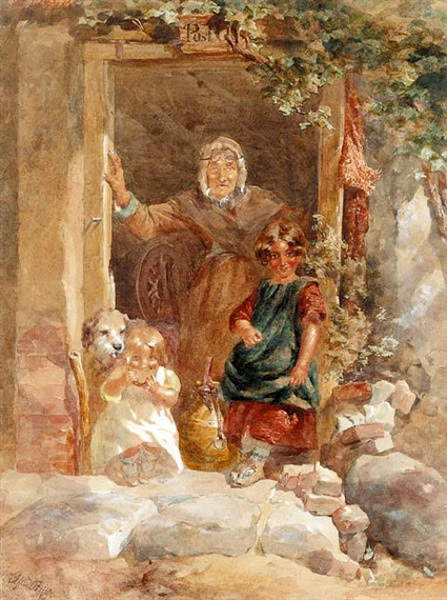
Figures Before An Irish Post Office
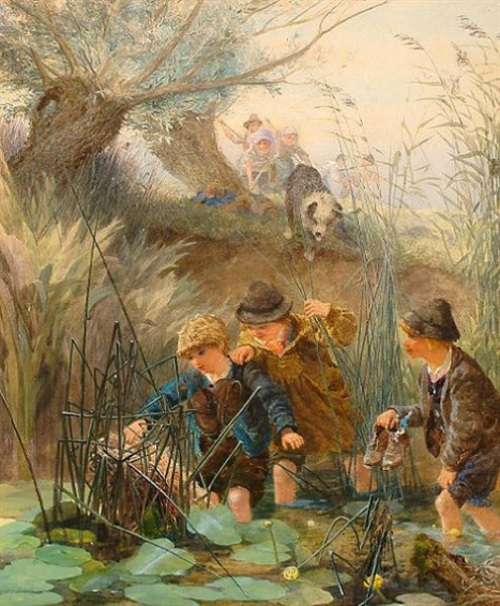
Mischievous Friends
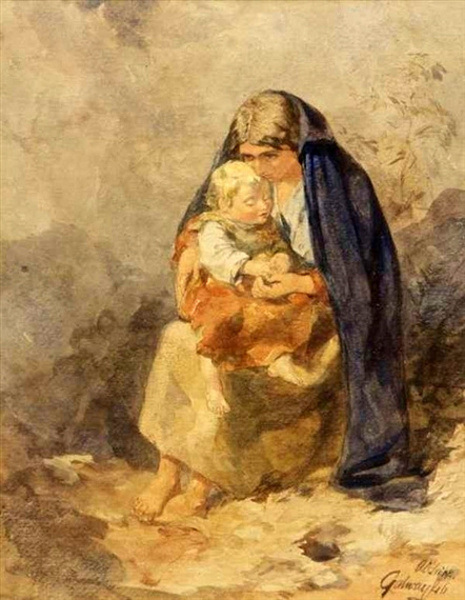
The Irish Mother
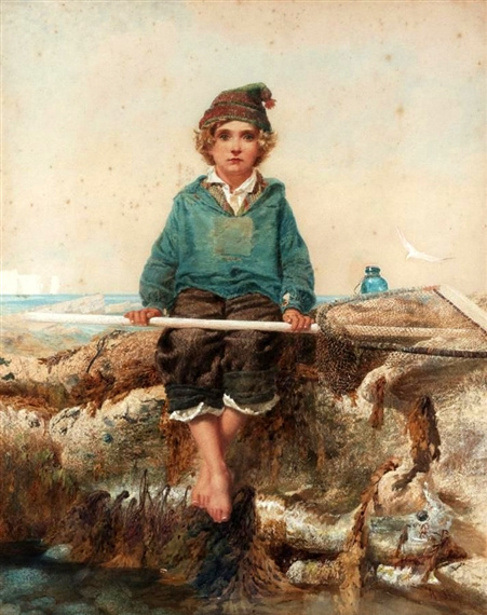
The Little Shrimper
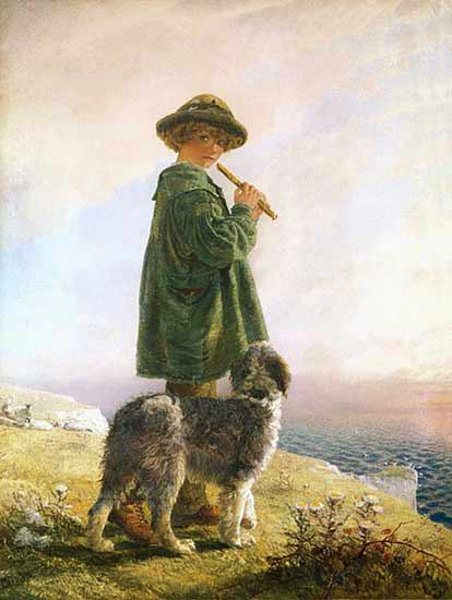
The Piping Shepherd
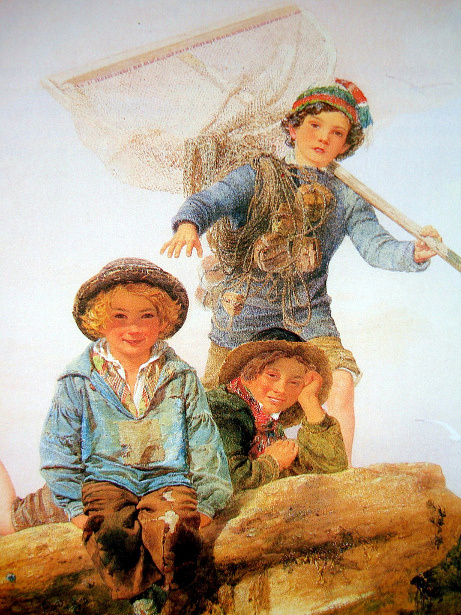
Watching The Porpoises

## Source de la traduction
- (en) Cet article est partiellement ou en totalité issu de l’article de Wikipédia en anglais intitulé « Alfred Downing Fripp (artist) » (voir la liste des auteurs).